# Firbeck
Firbeck är en ort och civil parish i Rotherham i Storbritannien. Den ligger i grevskapet South Yorkshire och riksdelen England, i den sydöstra delen av landet, 220 km norr om huvudstaden London. Firbeck ligger 47 meter över havet och antalet invånare är 317.
Terrängen runt Firbeck är platt, och sluttar brant österut. Runt Firbeck är det tätbefolkat, med 493 invånare per kvadratkilometer. Närmaste större samhälle är Rotherham, 14,2 km väster om Firbeck. Trakten runt Firbeck består till största delen av jordbruksmark.